# Real Club de Regatas de Santander

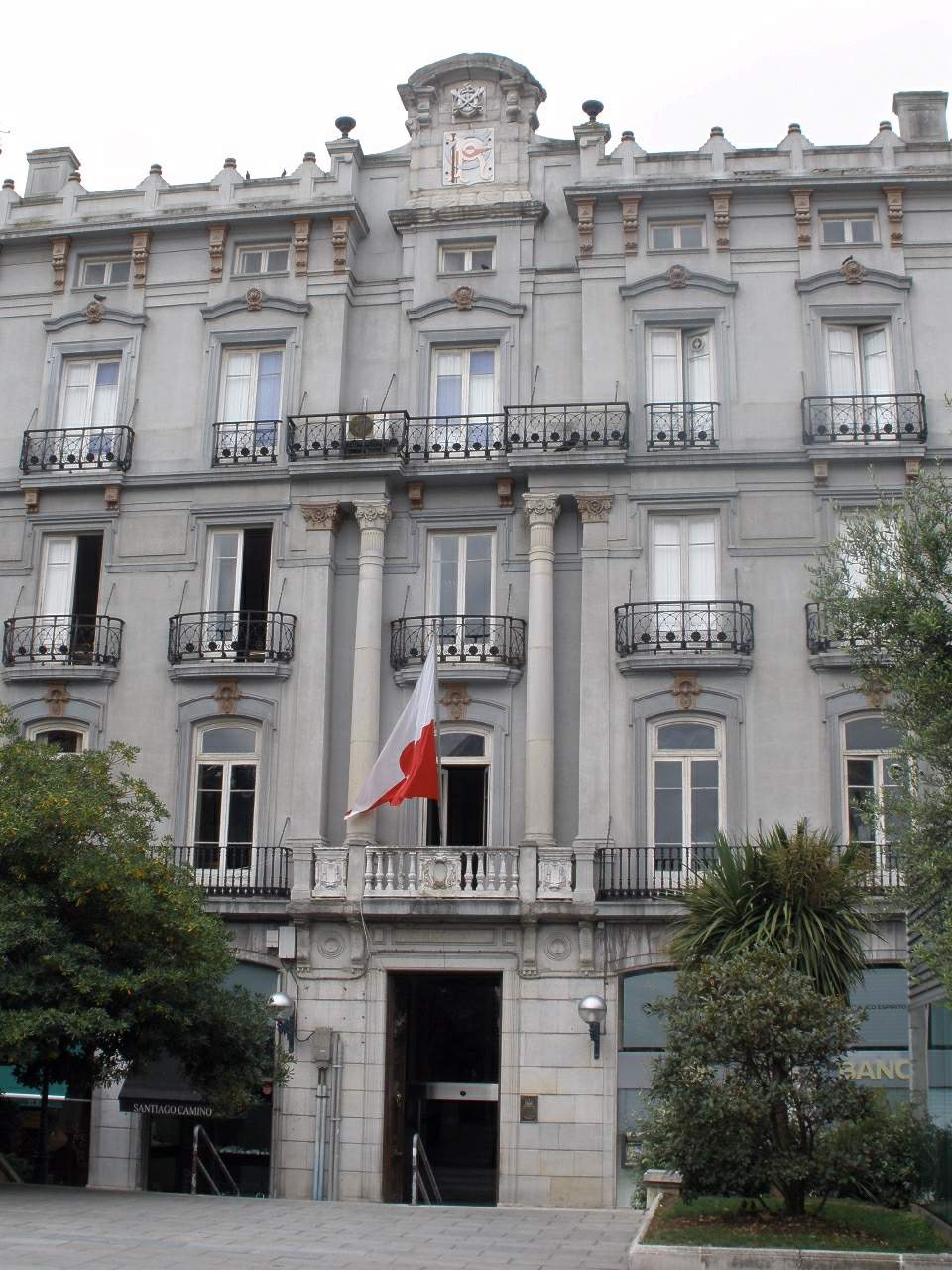
Sede del Real Club de Regatas de Santander.

El Real Club de Regatas de Santander es una sociedad de recreo ubicada en Santander, España. 
Tiene su sede en el Palacio de Pombo, situado en la Plaza de Pombo número 3. Dicho edificio, construido en 1854 y rehabilitado en 1870, fue el palacio del Marqués de Casa Pombo, hasta 1899, cuando se convirtió en sede del Real Club de Regatas tras ser comprado por 625 000 pesetas. Cuenta con una biblioteca privada para uso de sus asociados. Dicha biblioteca cuenta con unos 8000 volúmenes y 18 publicaciones periódicas, tanto de ámbito regional como nacional.
El club organiza actividades recreativas, como un bingo, y es la sede de la Escuela Municipal de Ajedrez de Santander. Además se desarrollan habitualmente exposiciones artísticas.

## Historia
Fue fundado el 28 de mayo de 1870 como club dedicado a la práctica de deportes marítimos, siendo el segundo club náutico más antiguo de España.
En 1893 recibió el título de Real, pudiendo añadir la corona real tanto a su grímpola como a su blasón. Ese mismo año organizó la primera regata de vela en España dotada con un trofeo: La Copuca, que se disputó hasta 1899, cuando el balandro Lin obtuvo el trofeo en propiedad tras ganarlo en tres ocasiones, según constaba en el reglamento. El club lo sustituye con un nuevo trofeo, la Copa Gallo, cuyo reglamento otorga, en esta ocasión, un carácter permanente, y comienza a disputarse al año siguiente, en 1900. El trofeo, una copa de plata, fue donado por Manuela Bustamante, viuda de Gallo. El balandro Sidora III fue el primer vencedor de la competición, que se mantuvo hasta 1917. El RCMS recuperó la competición Copa Gallo en 1949, siendo cedido el trofeo por el RCRS. La competición se desarrolló de manera ininterrumpida hasta 1971. Tras otro parón, en 2008 se vuelve a poner en juego el trofeo, cedido por el Club de Regatas y organizado por el Club Marítimo.
El Real Club de Regatas de Santander fue uno de los siete clubes fundadores de la Federación Española de Clubes Náuticos en 1906, junto a  Real Club de Regatas de Alicante, Real Club Náutico de San Sebastián, Real Sporting Club, Real Club Marítimo del Abra, Real Club de Regatas de Cartagena y Real Club Náutico de Barcelona.
El 13 de octubre de 1927 el Real Club de Regatas sufrió una escisión, formándose el Real Club Marítimo de Santander. Desde entonces las regatas y otras actividades deportivas pasaron a ser organizadas por el nuevo Real Club Marítimo.